# قسم نغور الريفي (مقاطعة تشابهار)
قسم نغور الريفي (بالفارسية: دهستان نگور) هي منطقة سكنية تقع في دشتياري في إيران. يقدر عدد سكانها بـ 17,425 نسمة .